# Košarkaški klub Zrinjevac
Il K.K. Zrinjevac è una società cestistica avente sede a Zagabria, in Croazia. Fondata nel 1937, gioca nel campionato croato di pallacanestro.
Disputa le partite interne nella Športska dvorana Kutija šibica, che ha una capacità di 1.500 spettatori.